# Коли починається юність
«Коли починається юність» — радянський художній фільм 1959 року, знятий режисером Анатолієм Слісаренком на Кіностудії ім. О. Довженка.

## Сюжет
Батько Івана Соколенка загинув на фронті. Раптово помирає його мати. Іван стає головою сім'ї, він йде на завод учнем слюсаря, бере на себе турботи про молодших сестер і брата. Йому доводиться стикатися з черствістю і жорстокістю деяких людей, але друзі допомагають Івану опановувати професією і виховувати молодших дітей. Йому допомагають парторг заводу Коваленко, старий робітник Максим Громенко. Іван полюбив Саню, дочку Максима Сергійовича, але їхні стосунки складаються непросто.

## У ролях
- Сергій Дворецький — Іван Соколенко
- Ада Роговцева — Марина, сестра Івана
- Павло Молчанов — Громенко, майстер
- Світлана Данильченко — Соня
- Владислав Ковальков — Кирило Марчак
- Петро Омельченко — Коваленко
- Л. Гнатюк — Христина
- Микола Майборода — Андрійко
- Меланія Кисельова — Ольга Соколенко
- Чен Я-пін — Цао-Юань
- В. Степанищев — Торба
- Альберт Дьомін — Костін
- Іван Березовський — Бакай
- Микола Блащук — Бронський
- Євгенія Опалова — бабуся Анастасія
- Костянтин Кульчицький — Хоменко
- Борис Болдиревський — епізод
- Анатолій Моторний — епізод
- Сигізмунд Вечфінський — епізод
- В. Волошанович — епізод
- І. Гладишко — епізод
- Д. Завгородня — епізод
- І. Івлєв — епізод
- Ю. Калінулін — епізод
- Георгій Козлов — епізод
- Олександр Короткевич — епізод
- Олена Машкара — епізод
- Н. Пуголовкина — епізод
- Р. Рубан — епізод
- Т. Руденко — епізод
- А. Ситников — епізод
- Юрій Цупко — епізод

## Знімальна група
- Режисер — Анатолій Слісаренко
- Сценаристи — Анатолій Слісаренко, Вадим Собко
- Оператор — Наум Слуцький
- Композитори — Оскар Сандлер, Дмитро Клебанов